# Slaget om Carentan
Slaget om Carentan utkämpades 10 - 14 juni 1944, som en del i invasionen av Normandie. Carentan var en vägknut där man kunde knyta samman brohuvudena från Utah Beach och Omaha Beach.

## Slaget
Staden försvarades primärt av två bataljoner från 6. Fallschirmjäger Regiment ur 2. Fallschirmjäger-Division. Den 10 juni hade 101st Airborne Division samlat sig efter landstigningen den 6 juni och kunde börja angreppet på Carentan som ett samlat förband. Man planerade att ta staden från två håll samtidigt, 327. glidplansburna infanteriregementet skulle korsa floden Douve och göra en kringgående rörelse för att sedan angripa staden från öster längs vägen från Isigny-sur-Mer. 506. fallskärmsinfanteriregementet skulle angripa rakt söder ut över den en kilometer långa vägbanken över den översvämmade floddalen. Trots att de tyska fallskärmsjägarna hade utmärkta positioner att försvara var man tvungen att dra sig tillbaka från staden natten till den 11 juni på grund av brist på ammunition. Den 12 juni kunde de amerikanska trupperna inta Carentan utan större svårigheter. Den 13 juni hade delar av 17. SS-Panzergrenadier-Division Götz von Berlichingen nått fram och man försökte återta staden.